# وادی طاقه
وادی طاقه (به عربی: وادی الطاقة) یک شهرداری در الجزایر است که در استان باتنه واقع شده‌است.

## نگارخانه

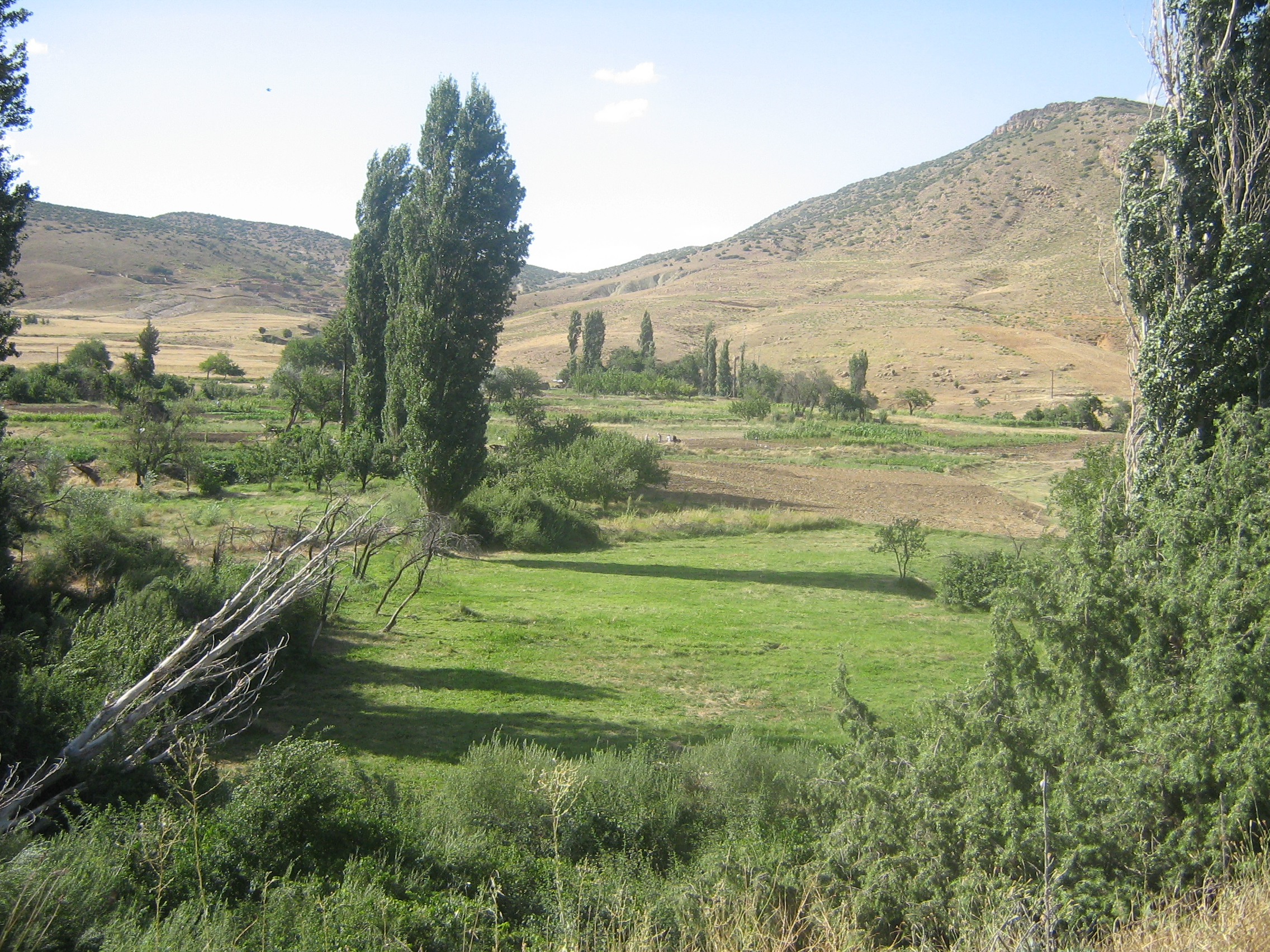
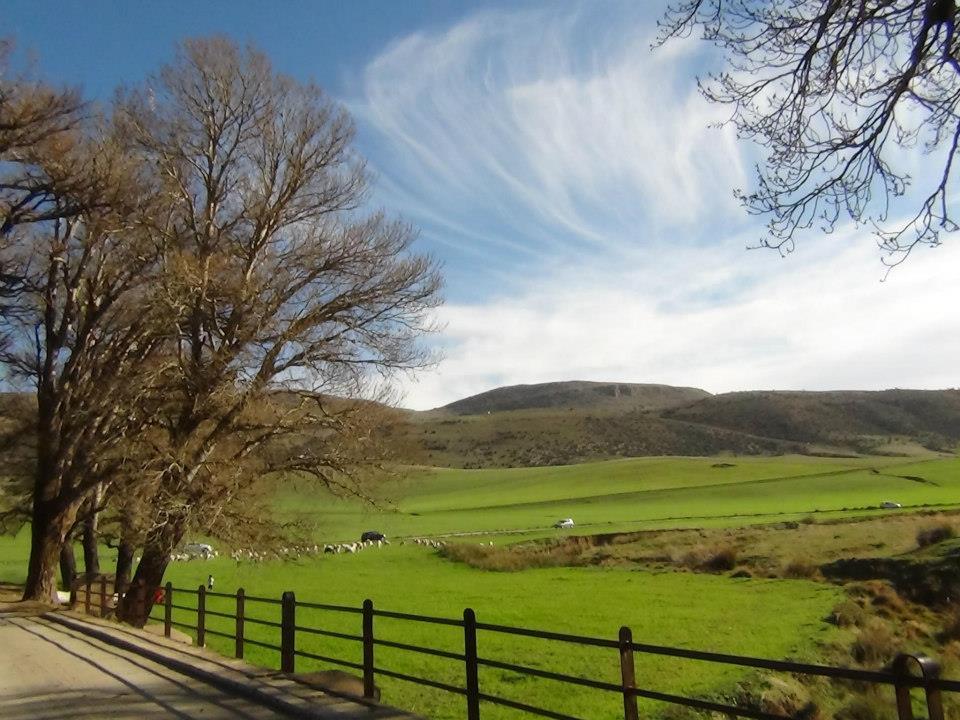
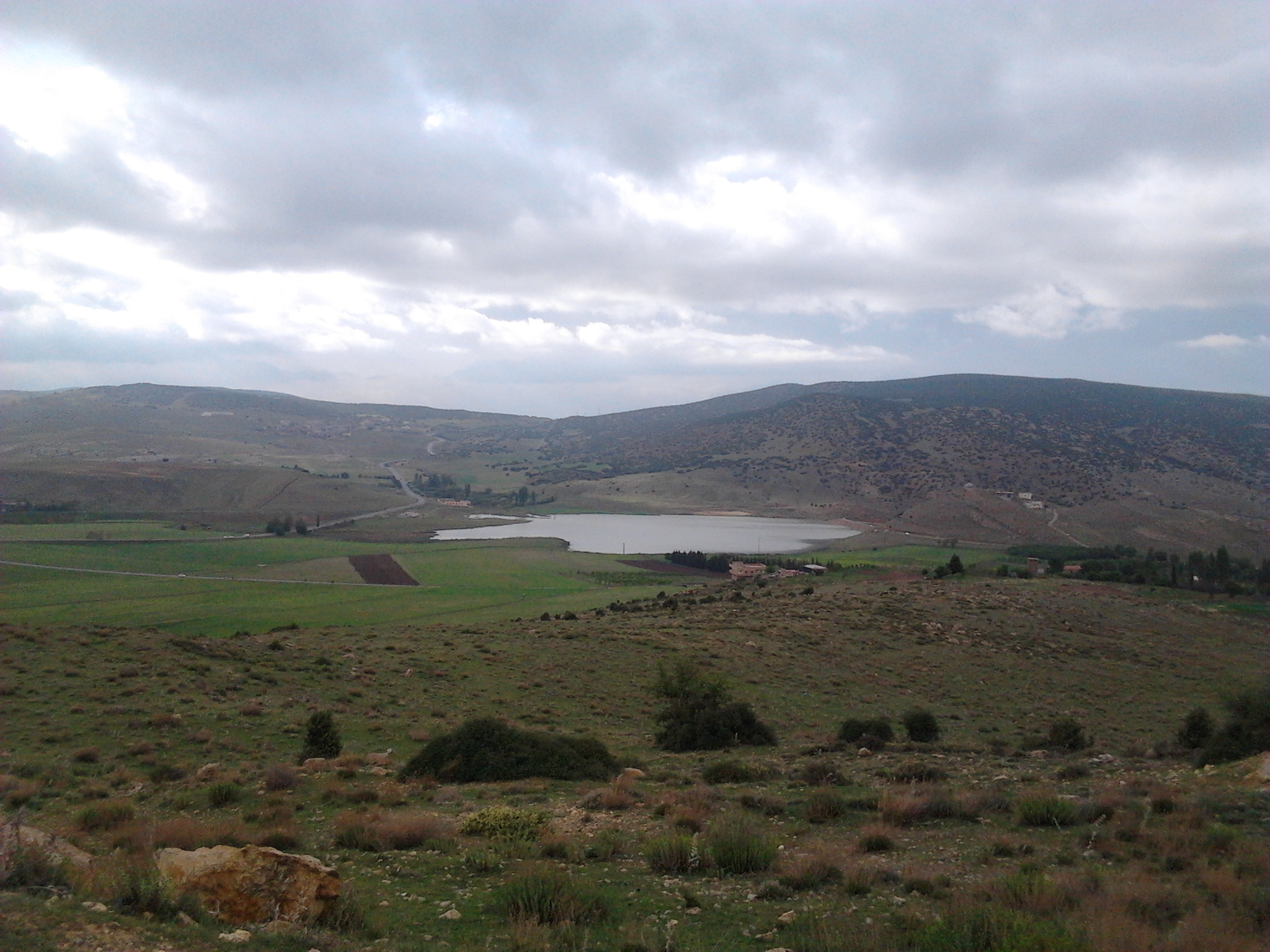
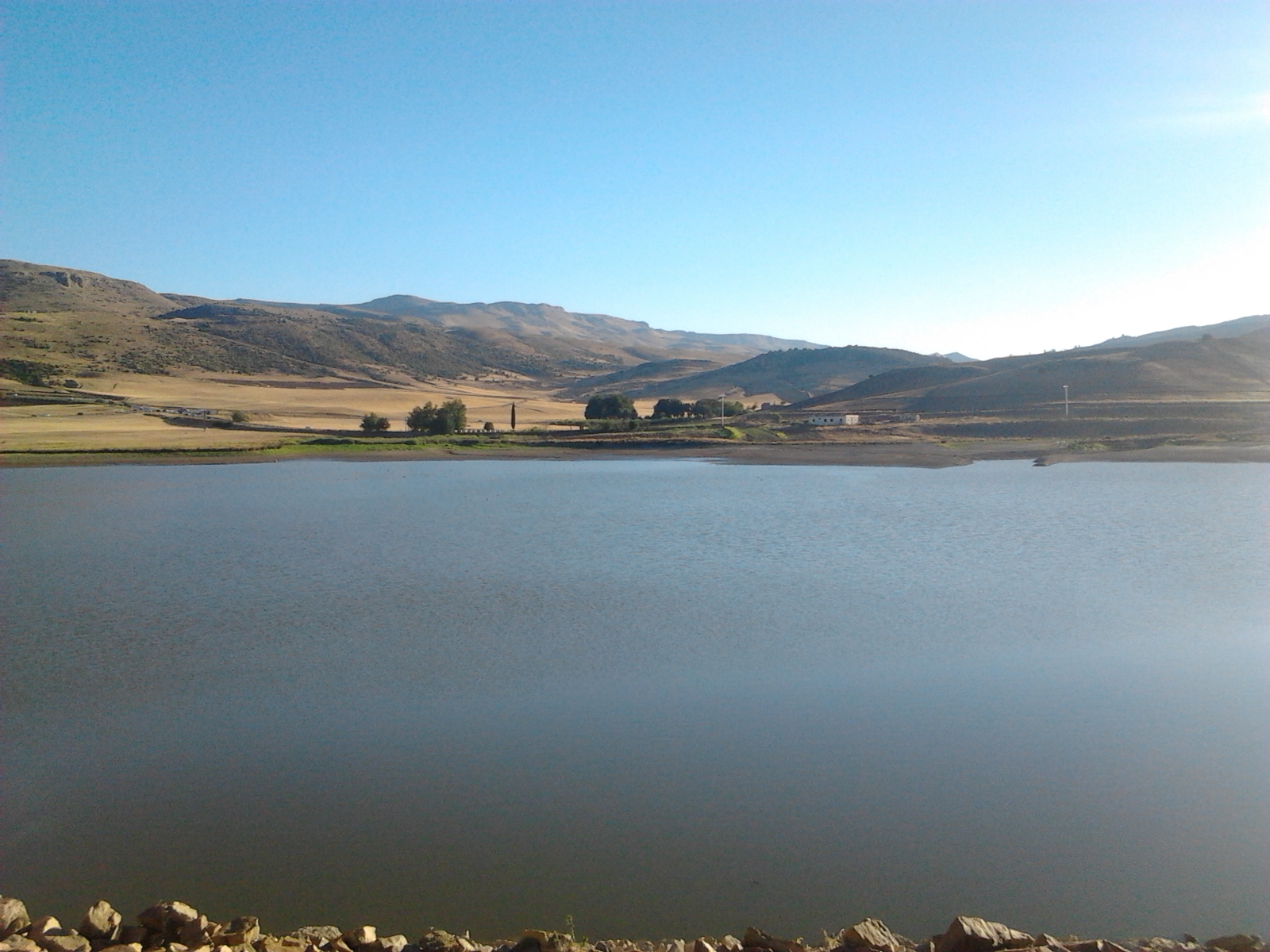
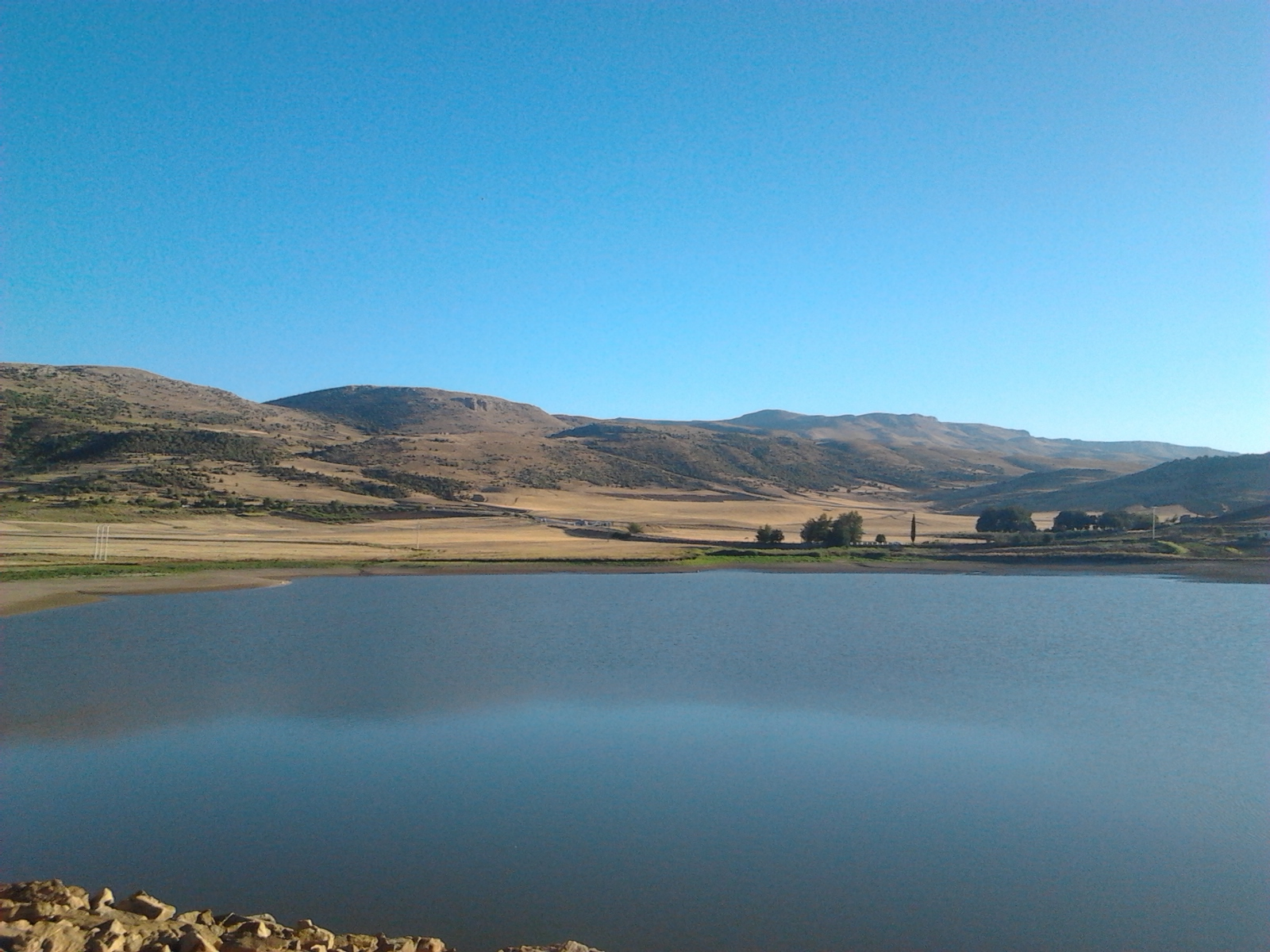
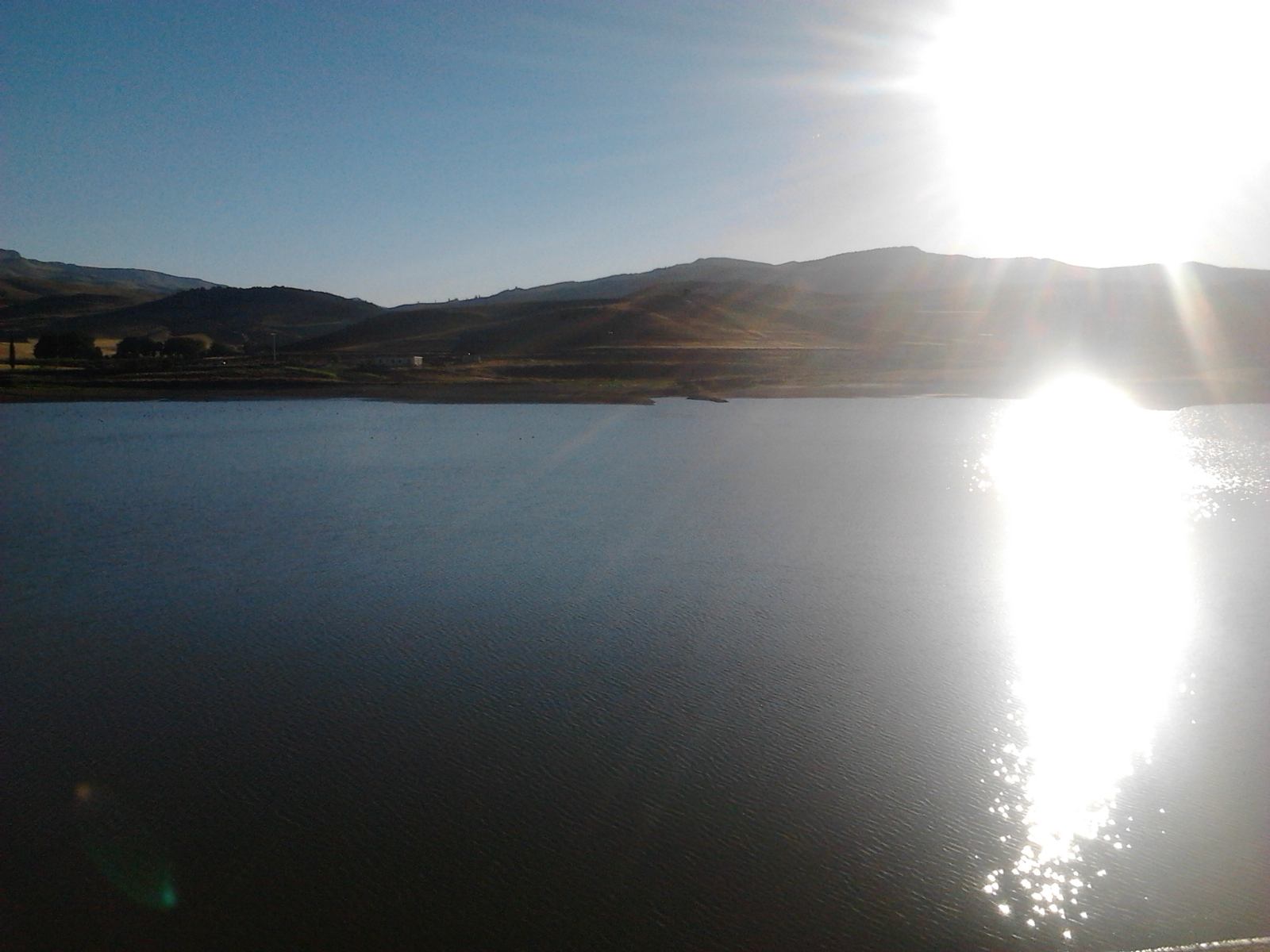
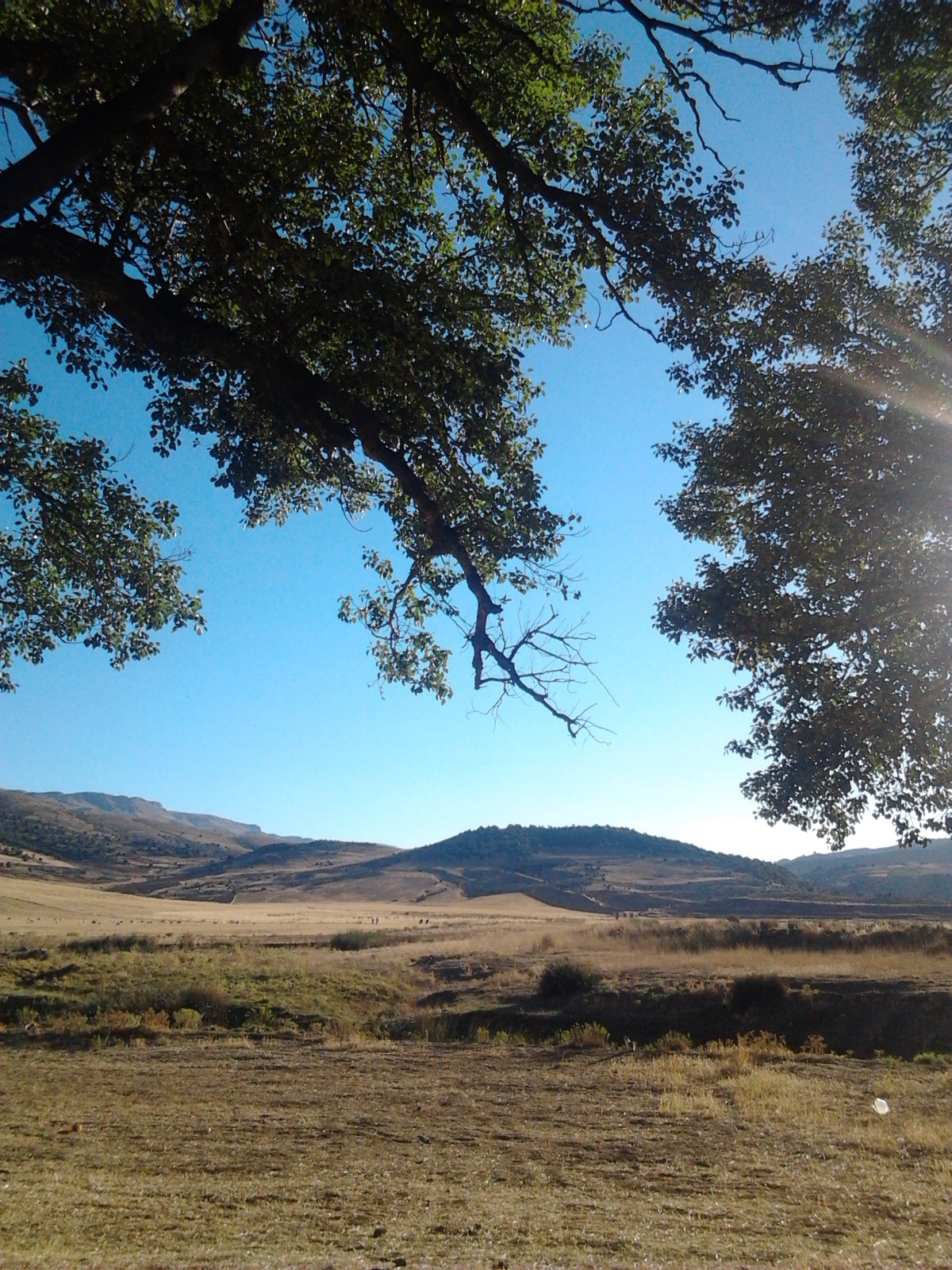
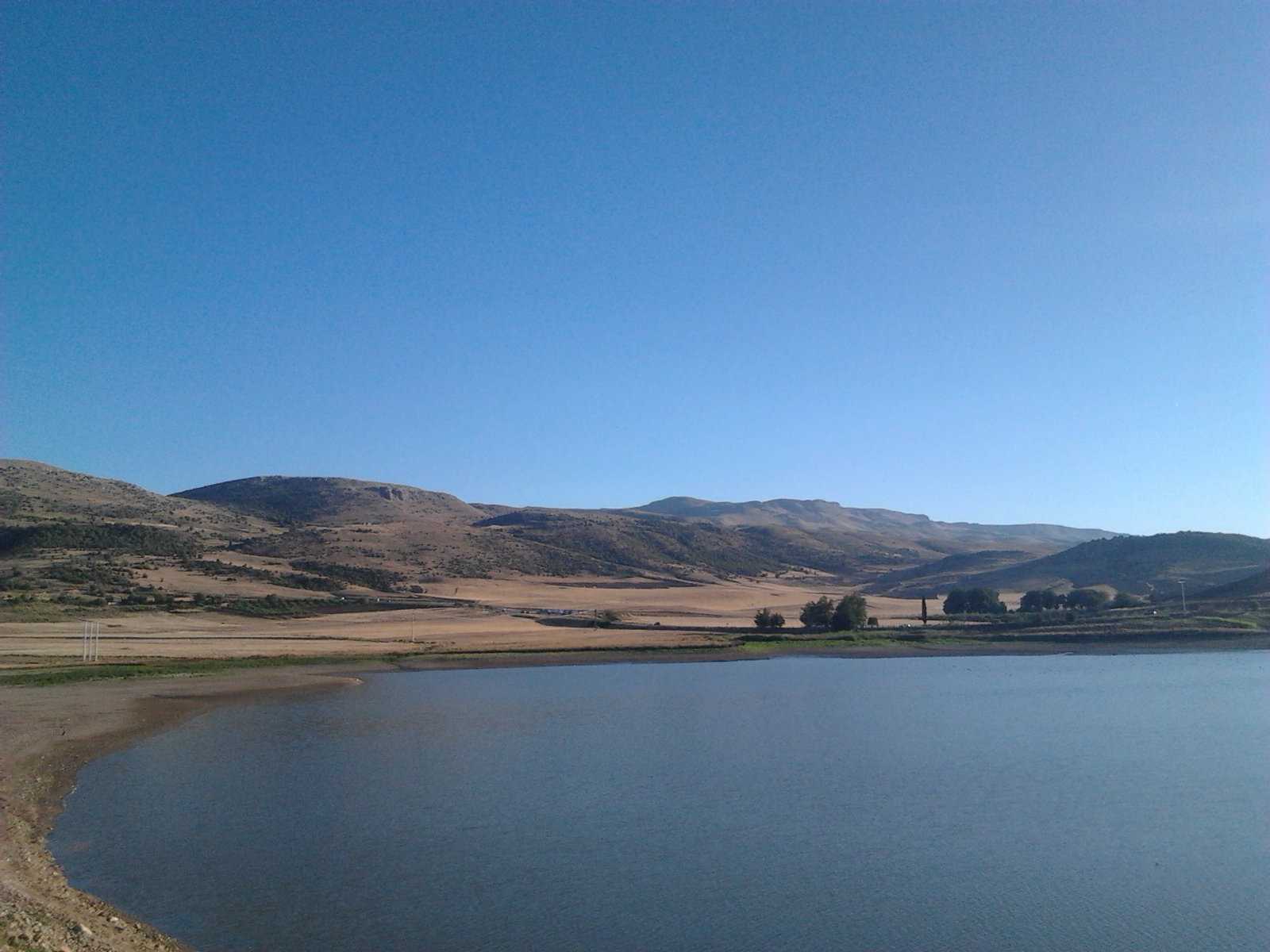
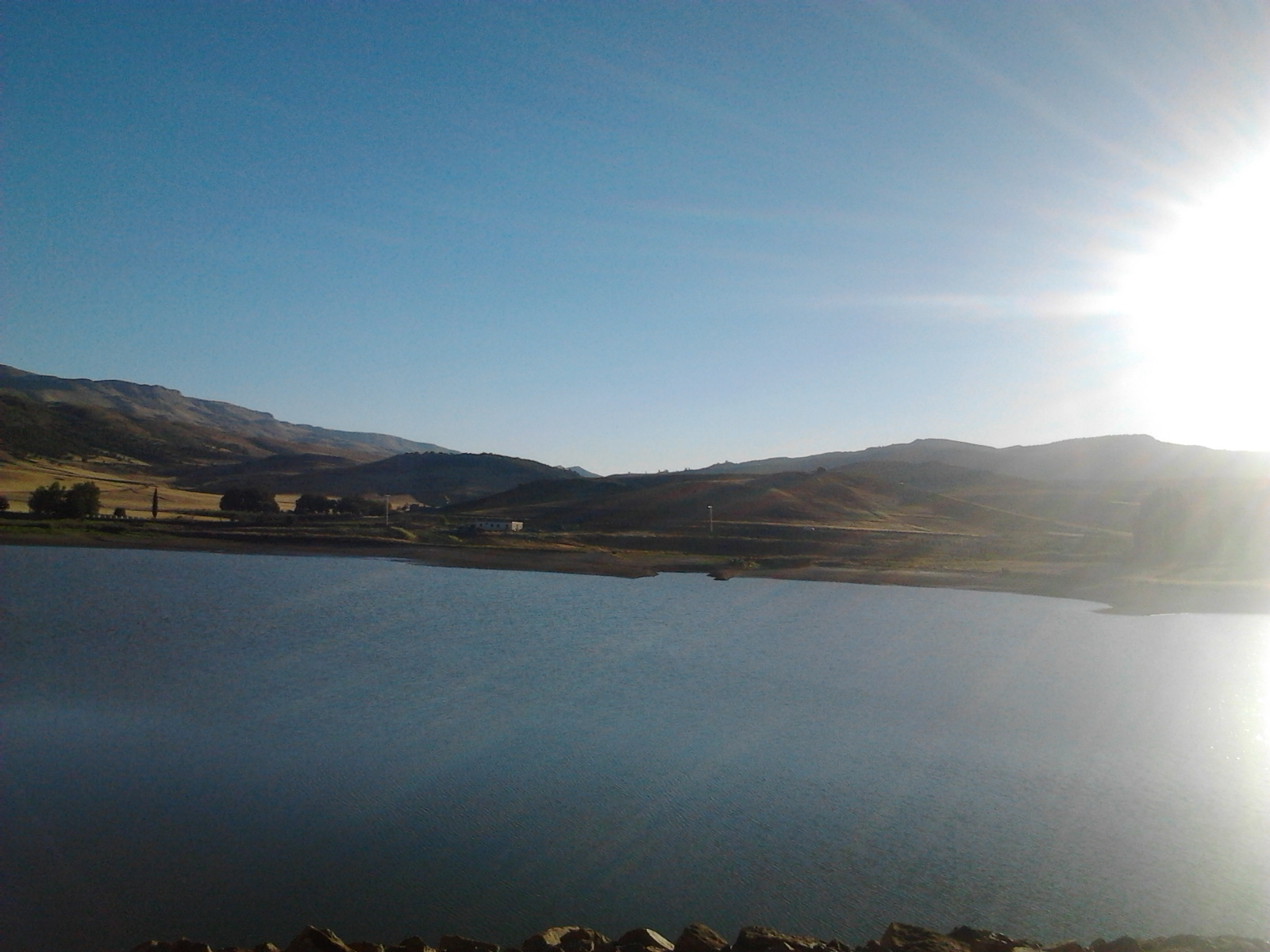
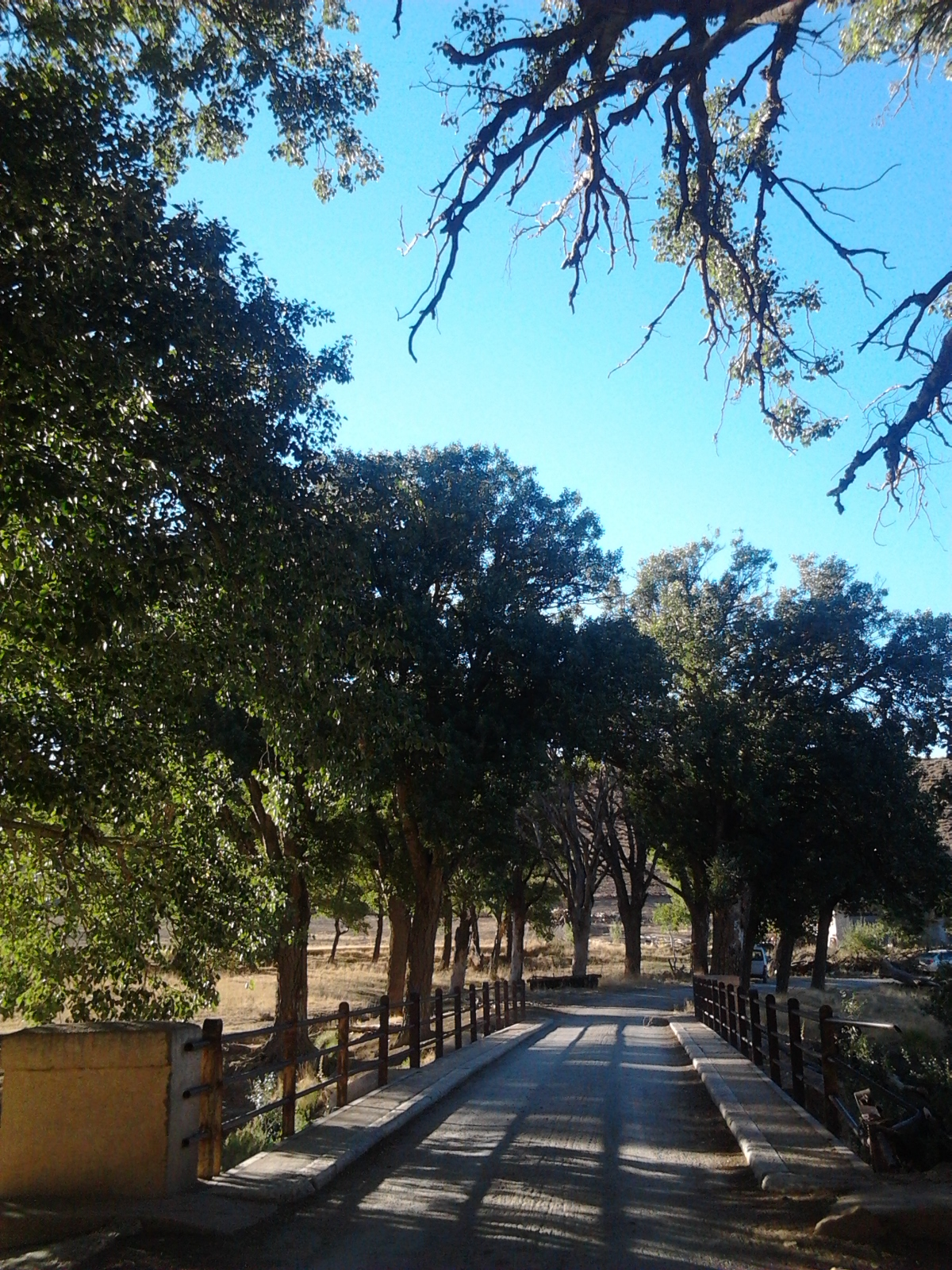
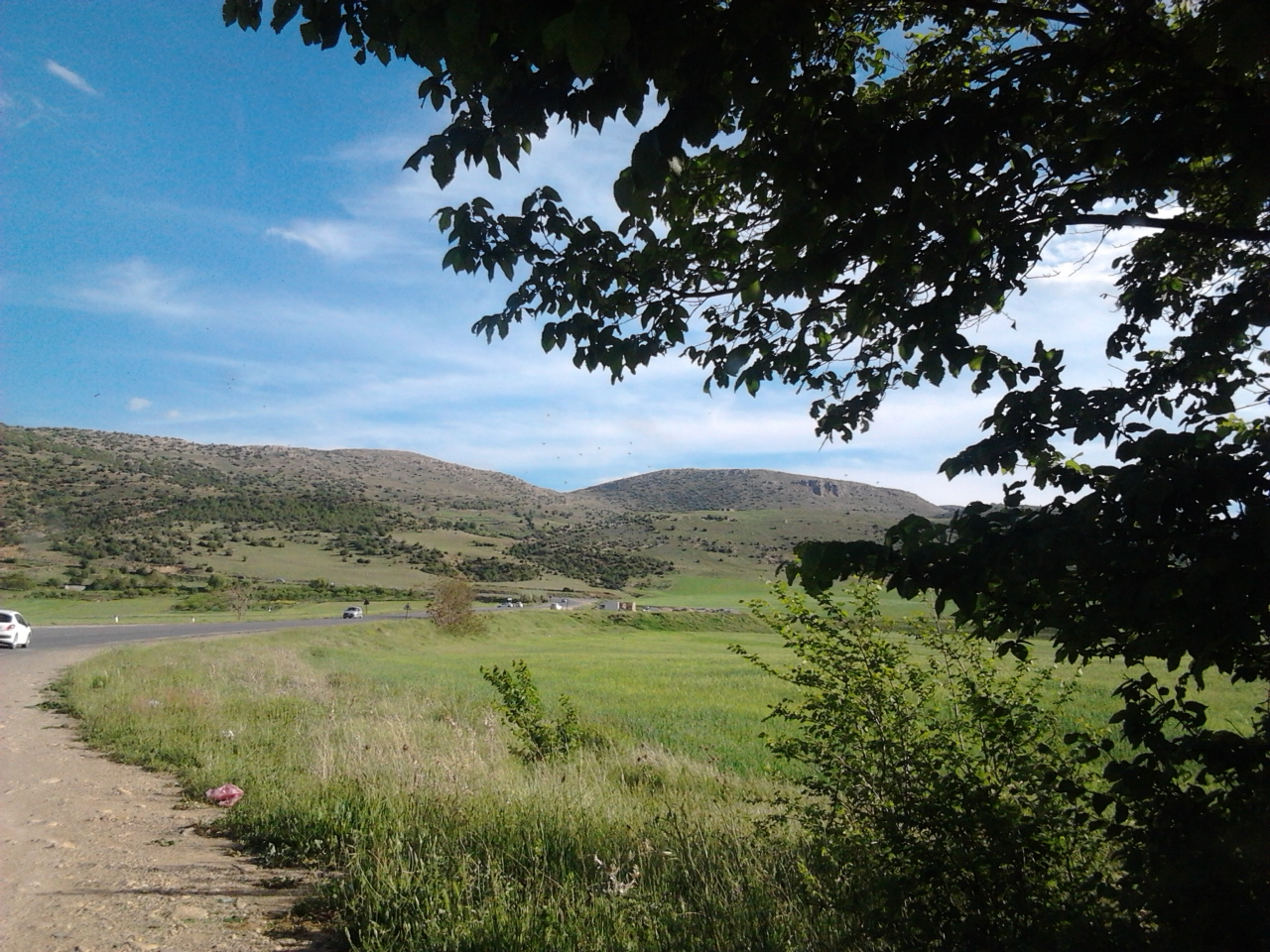
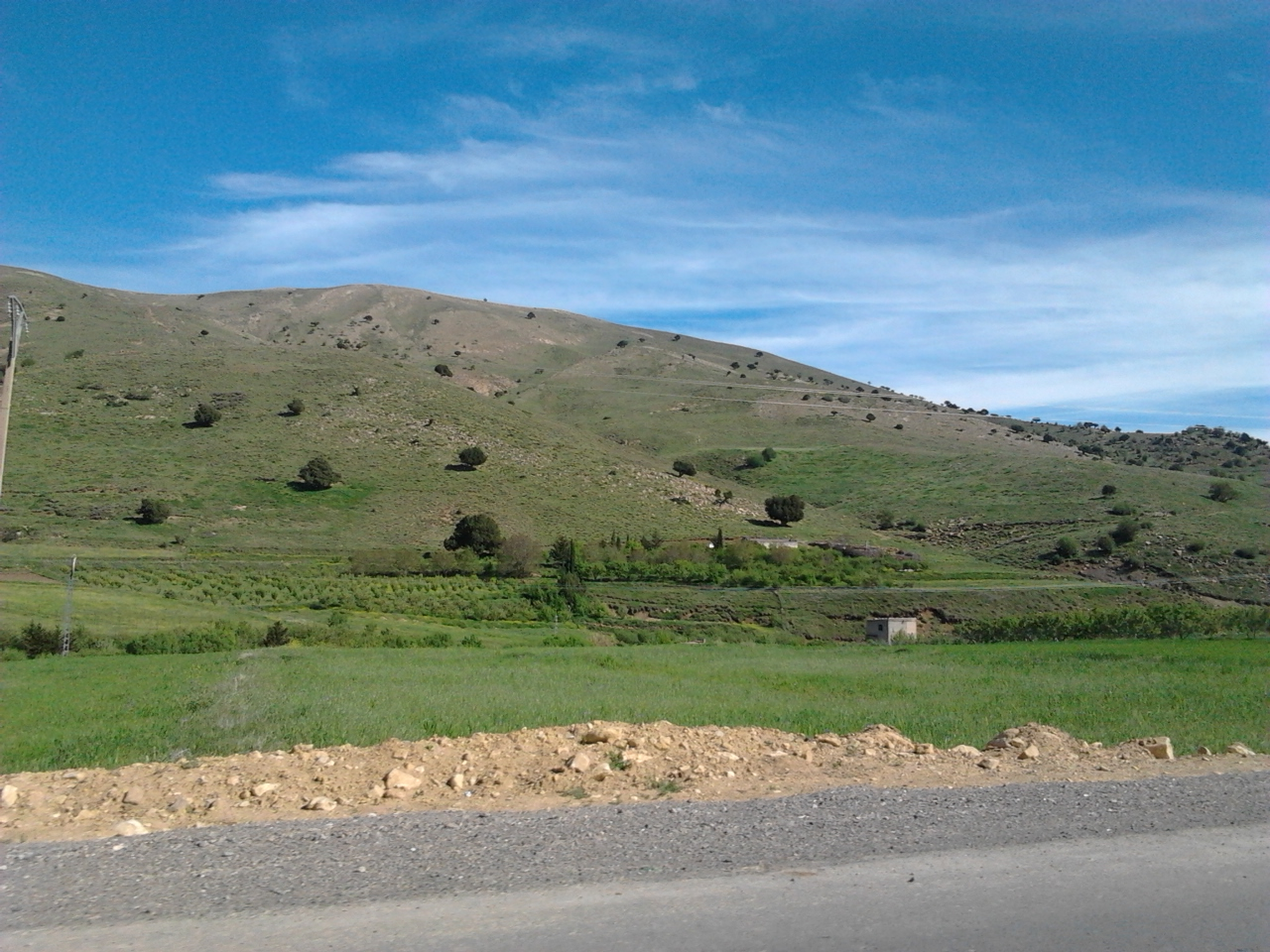
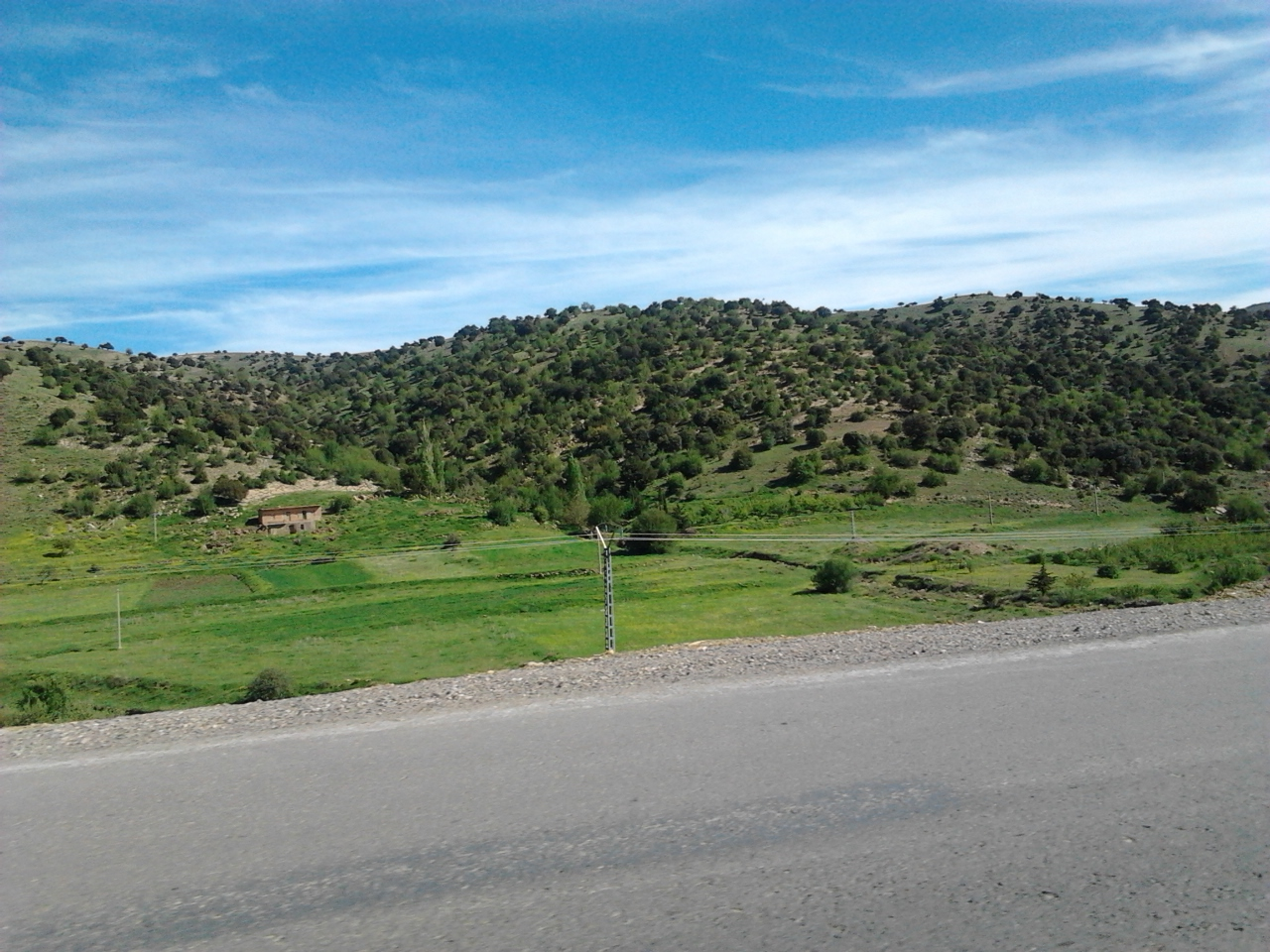
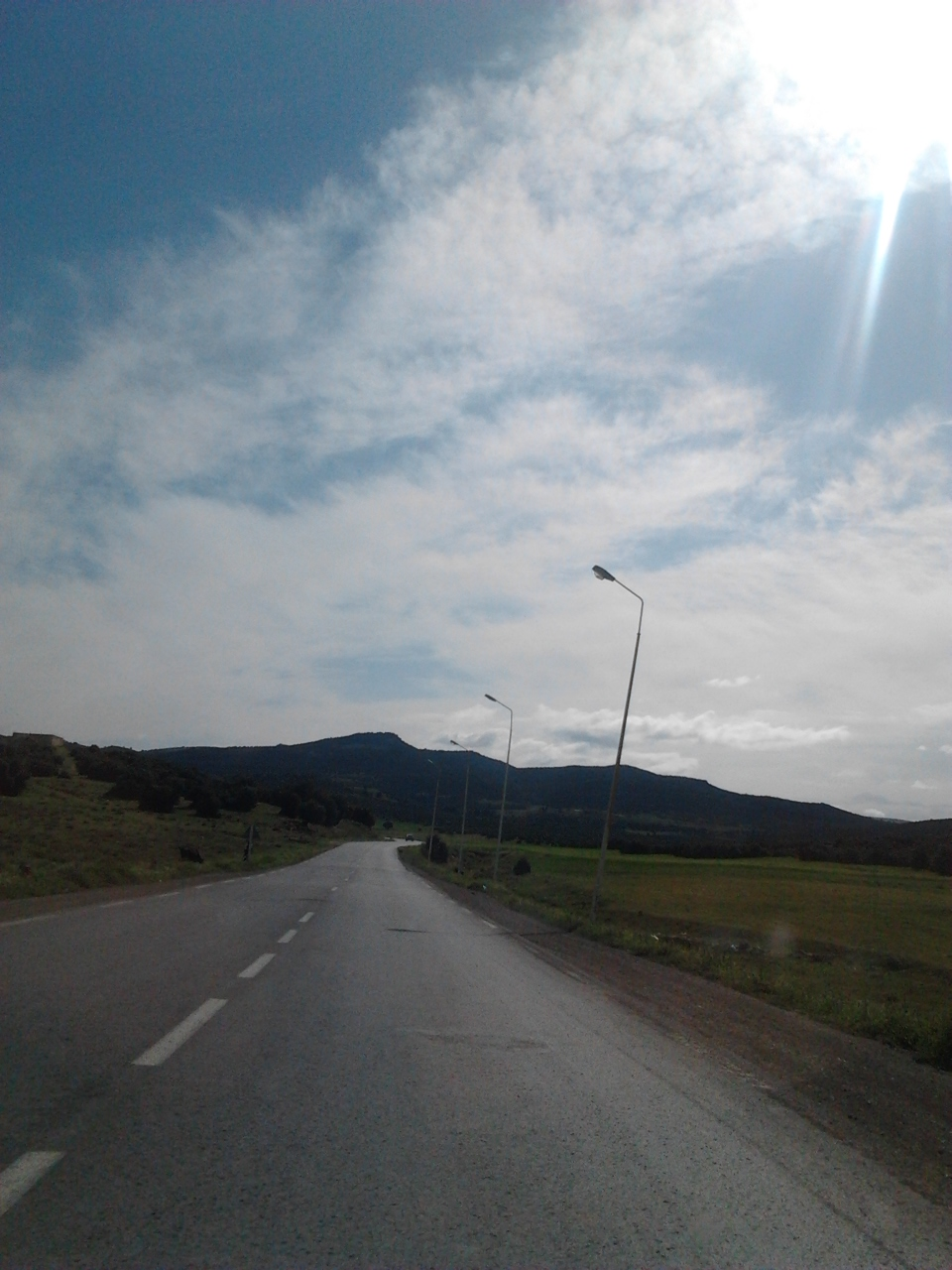
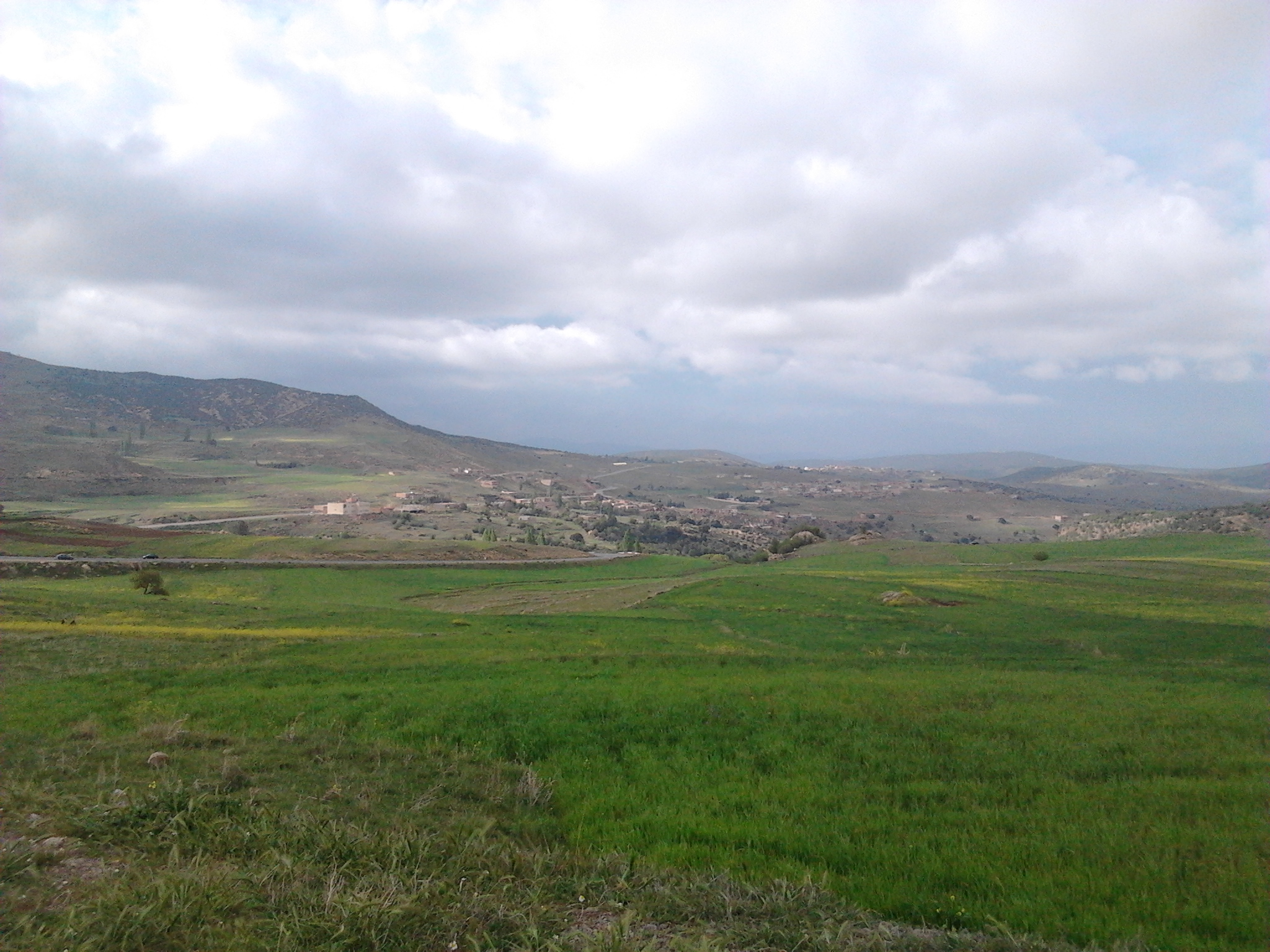
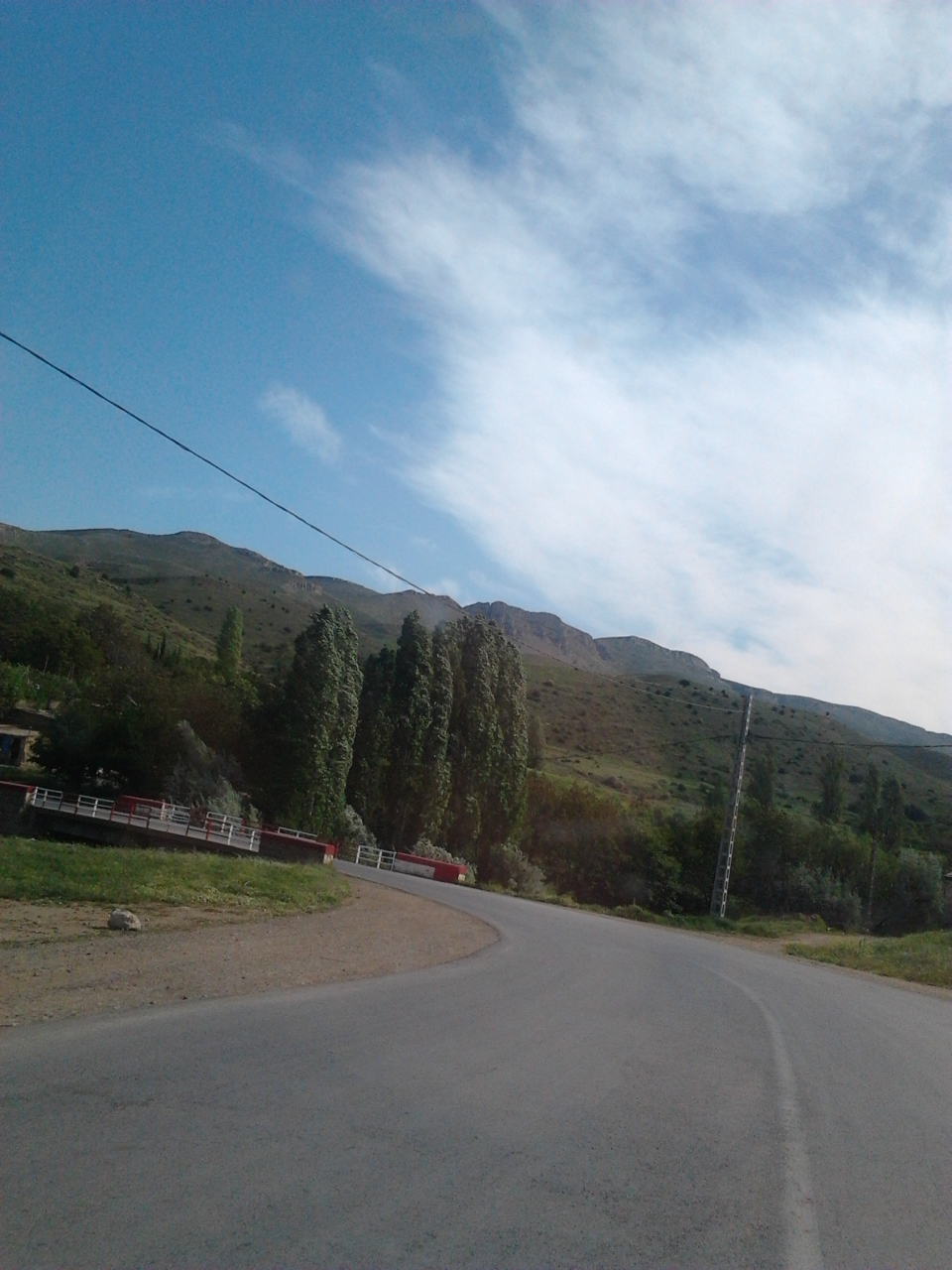
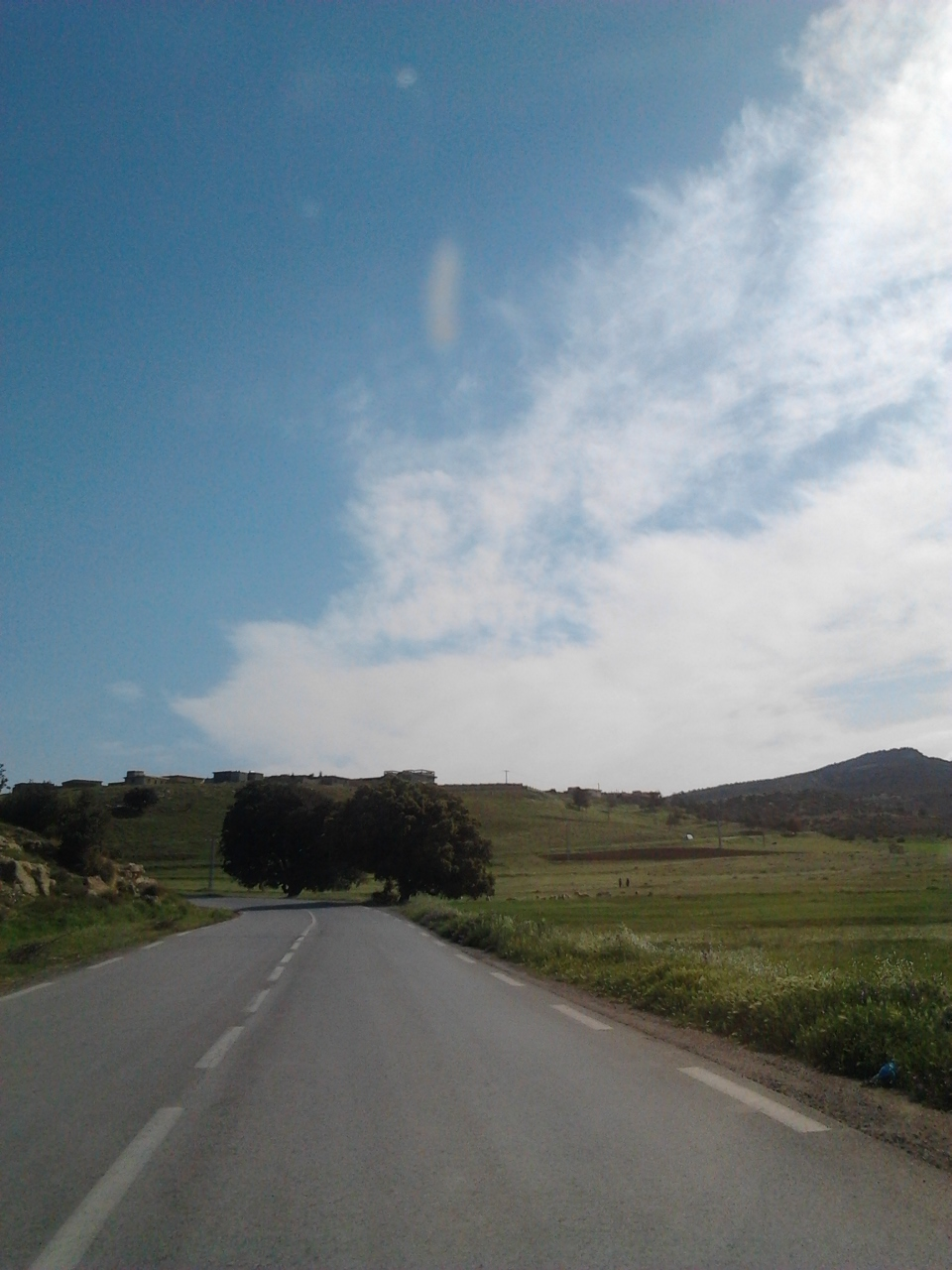
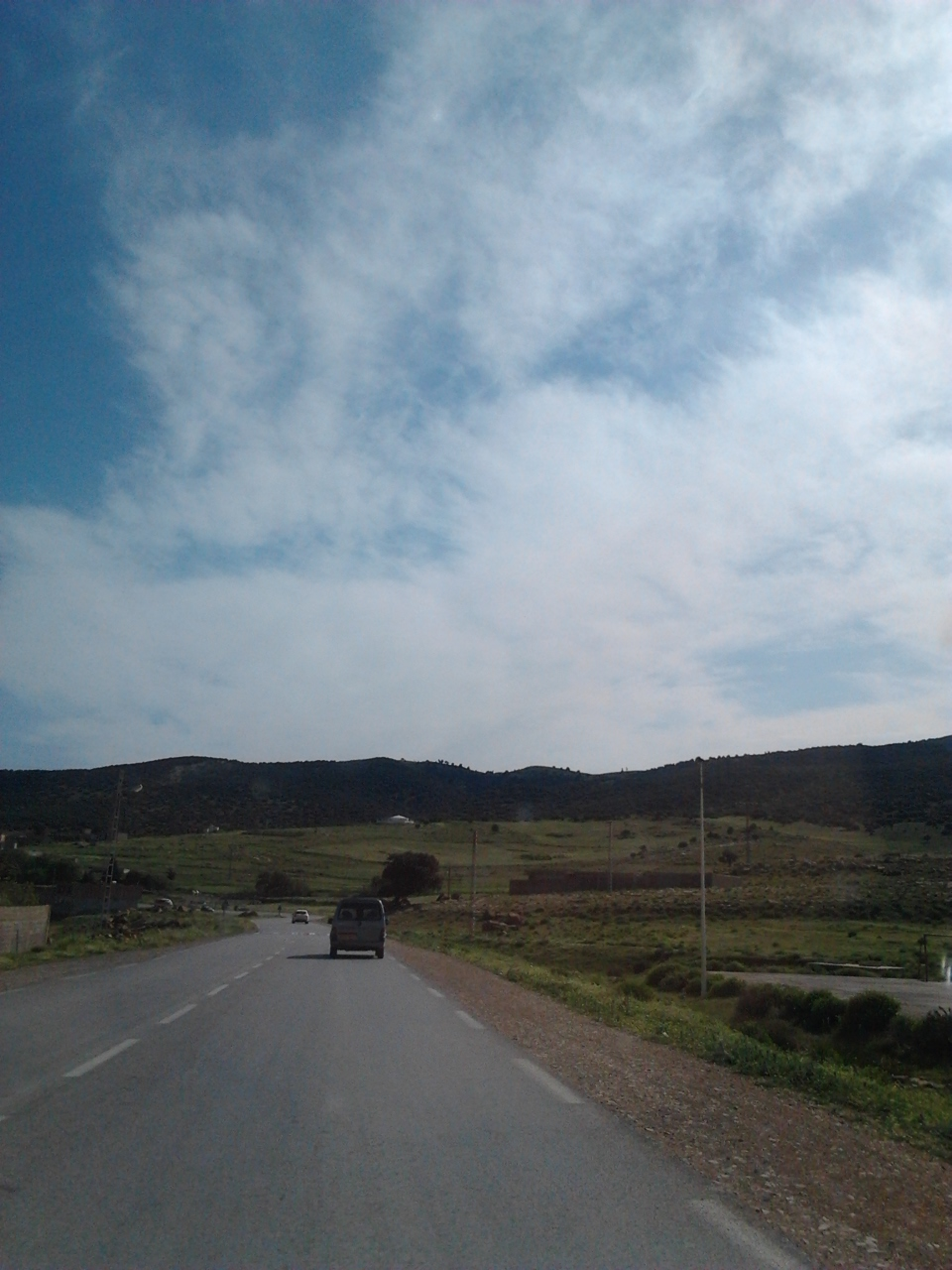
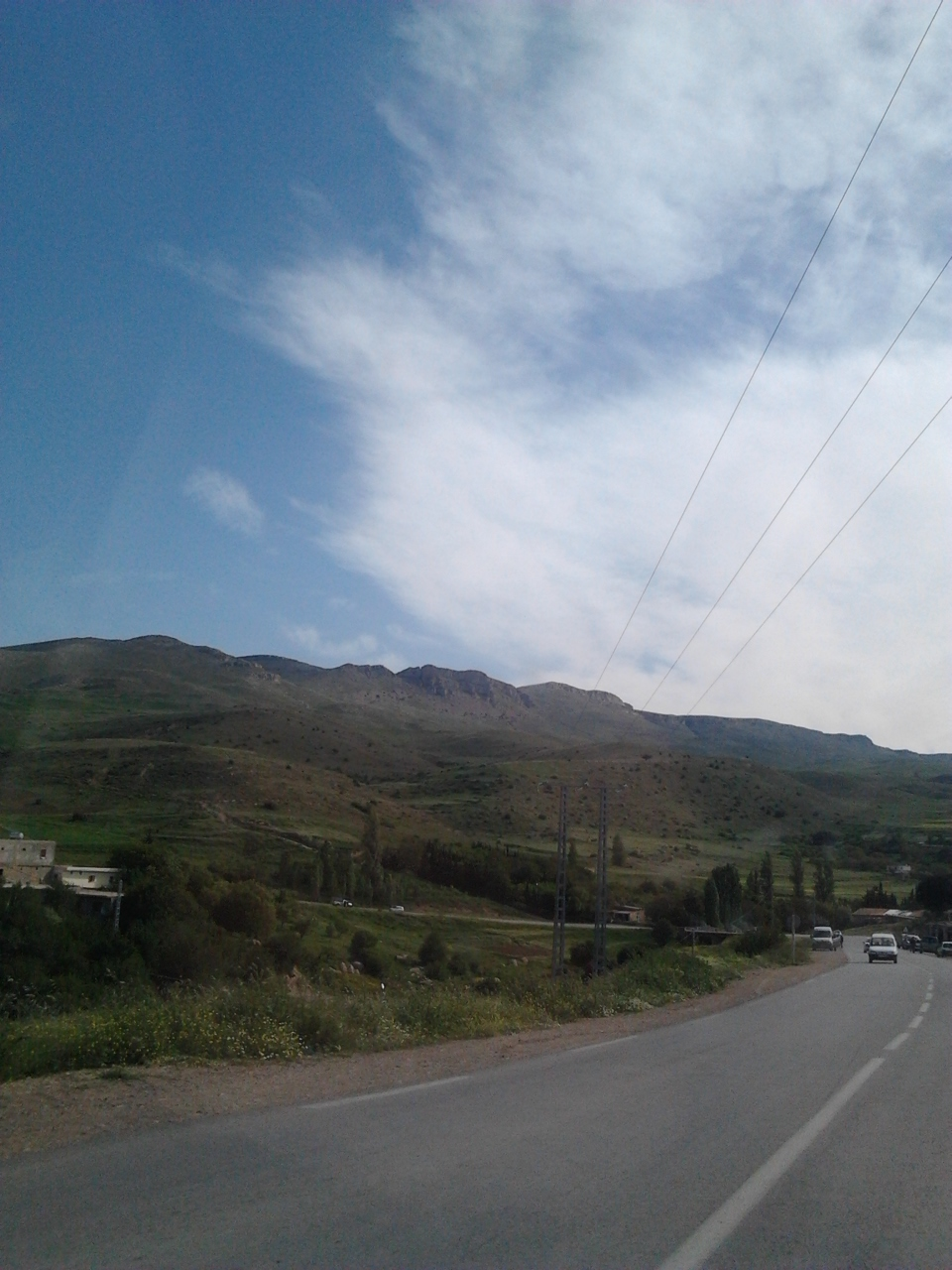
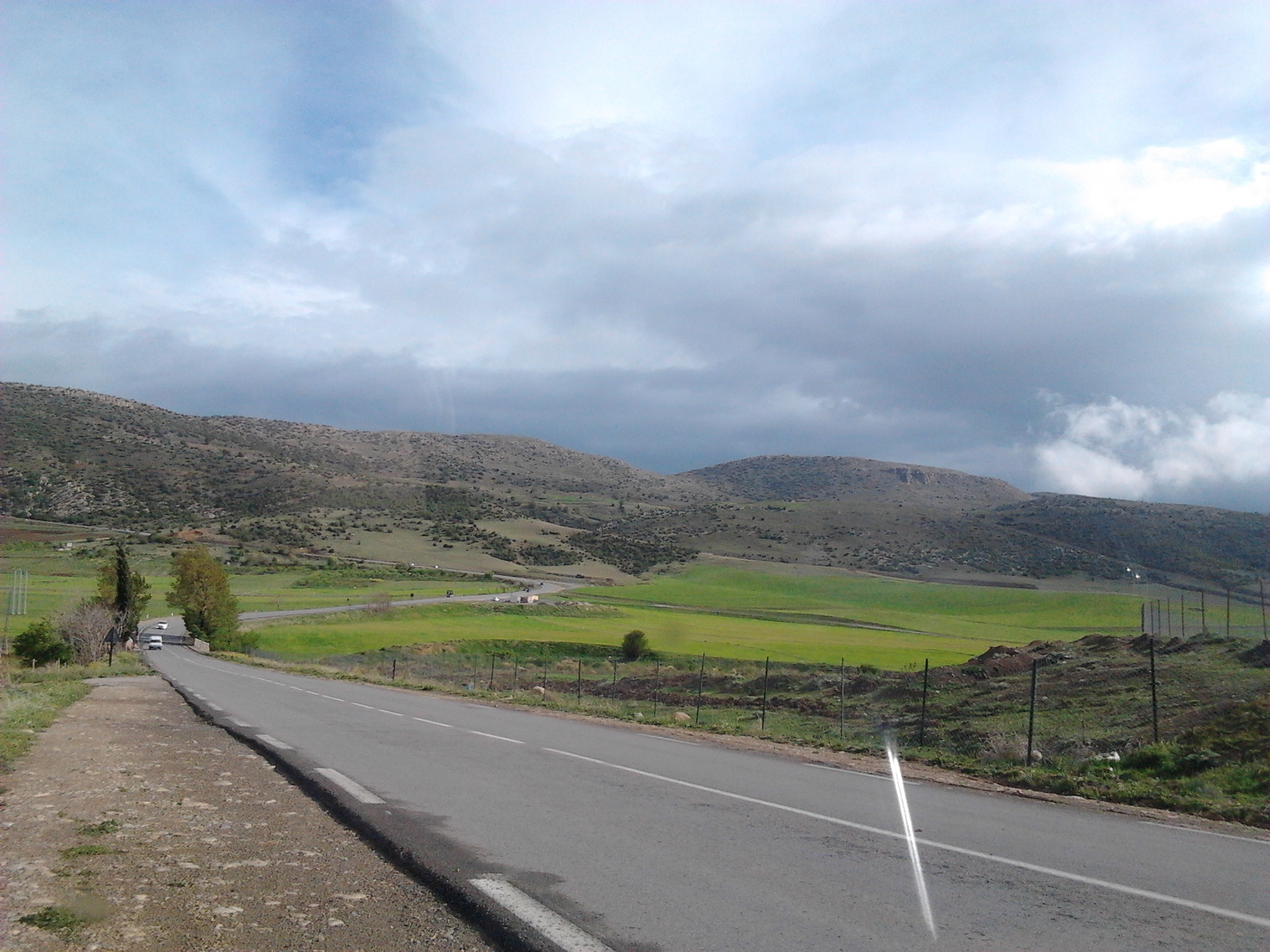
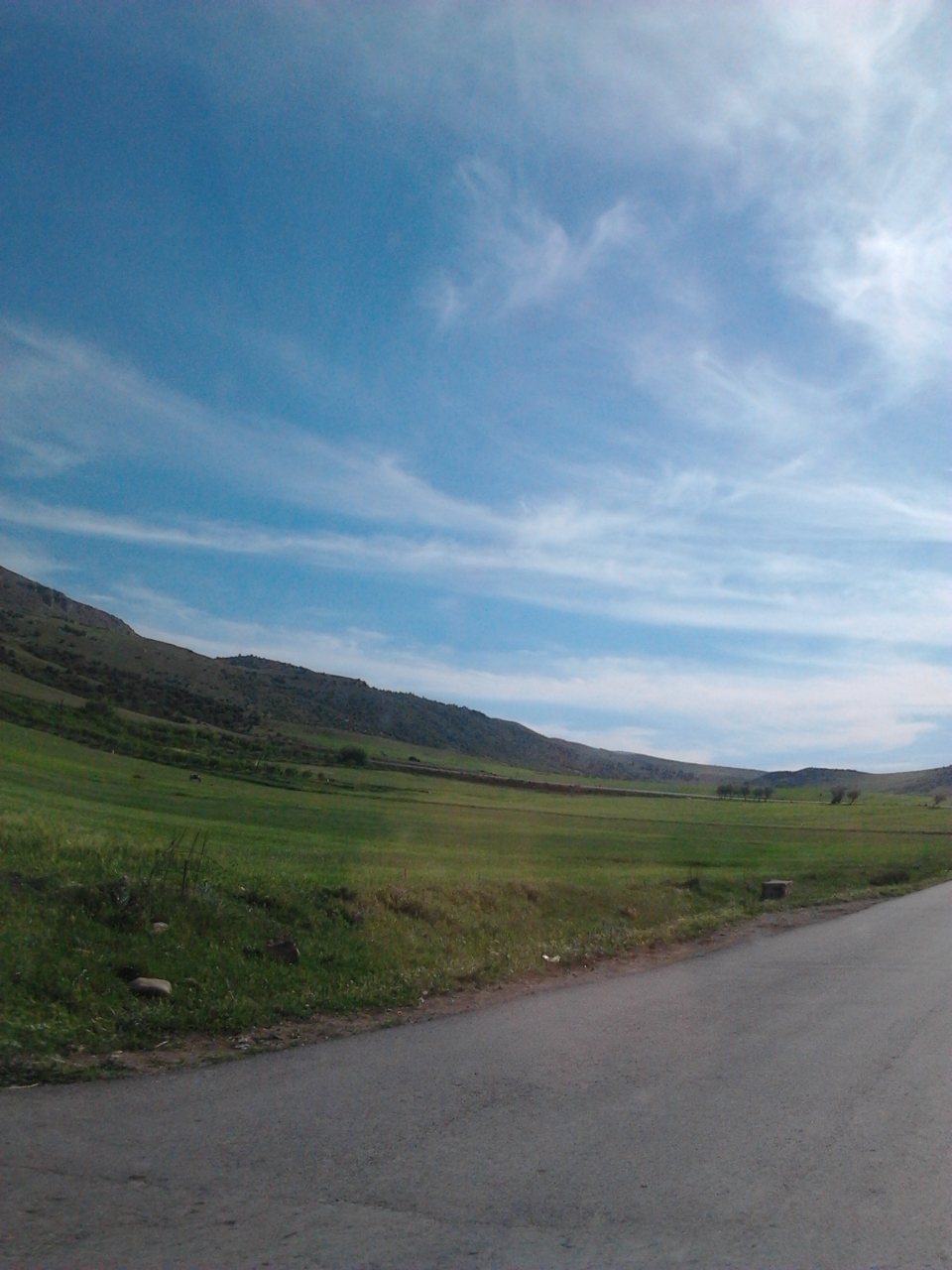
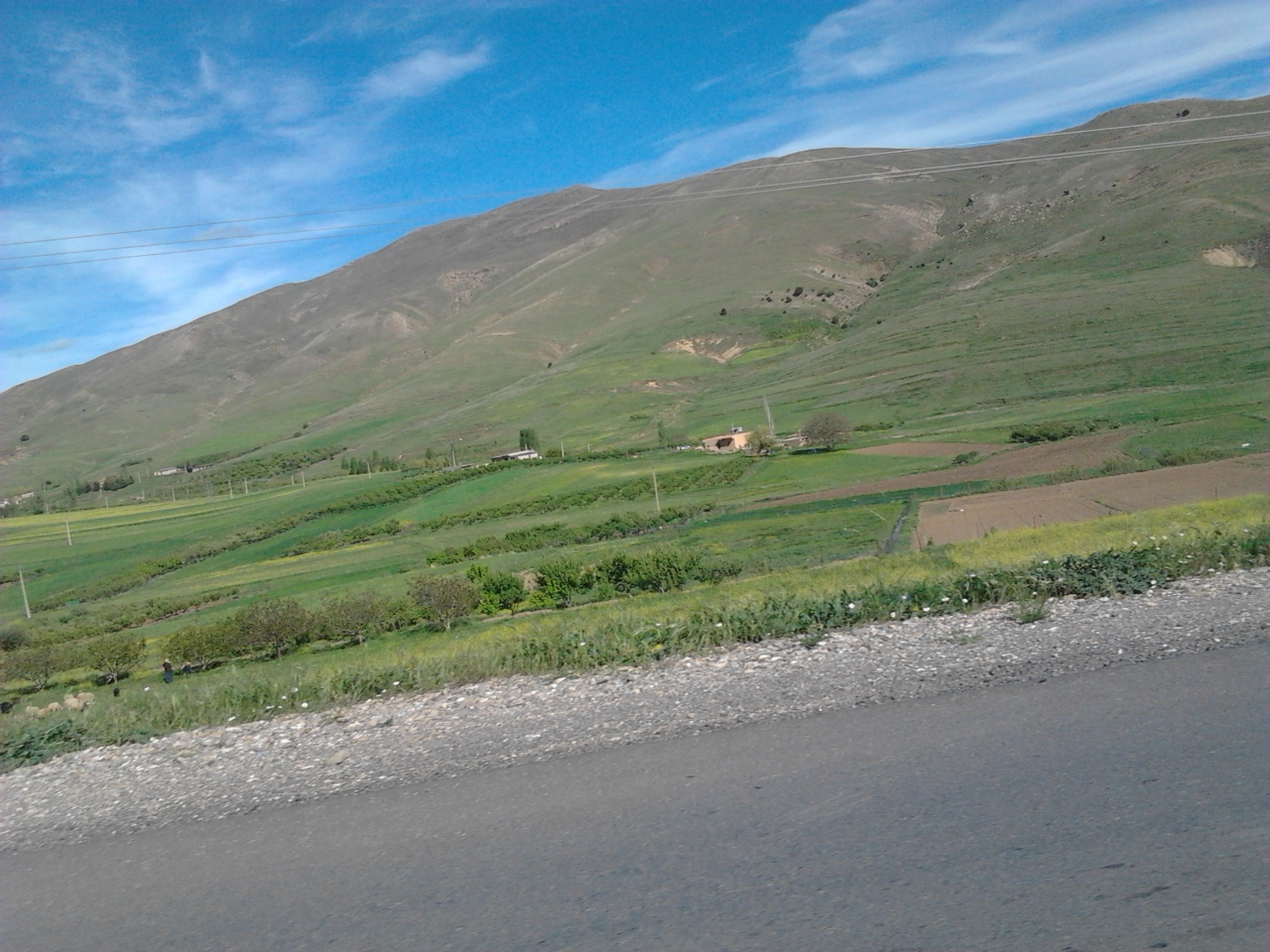
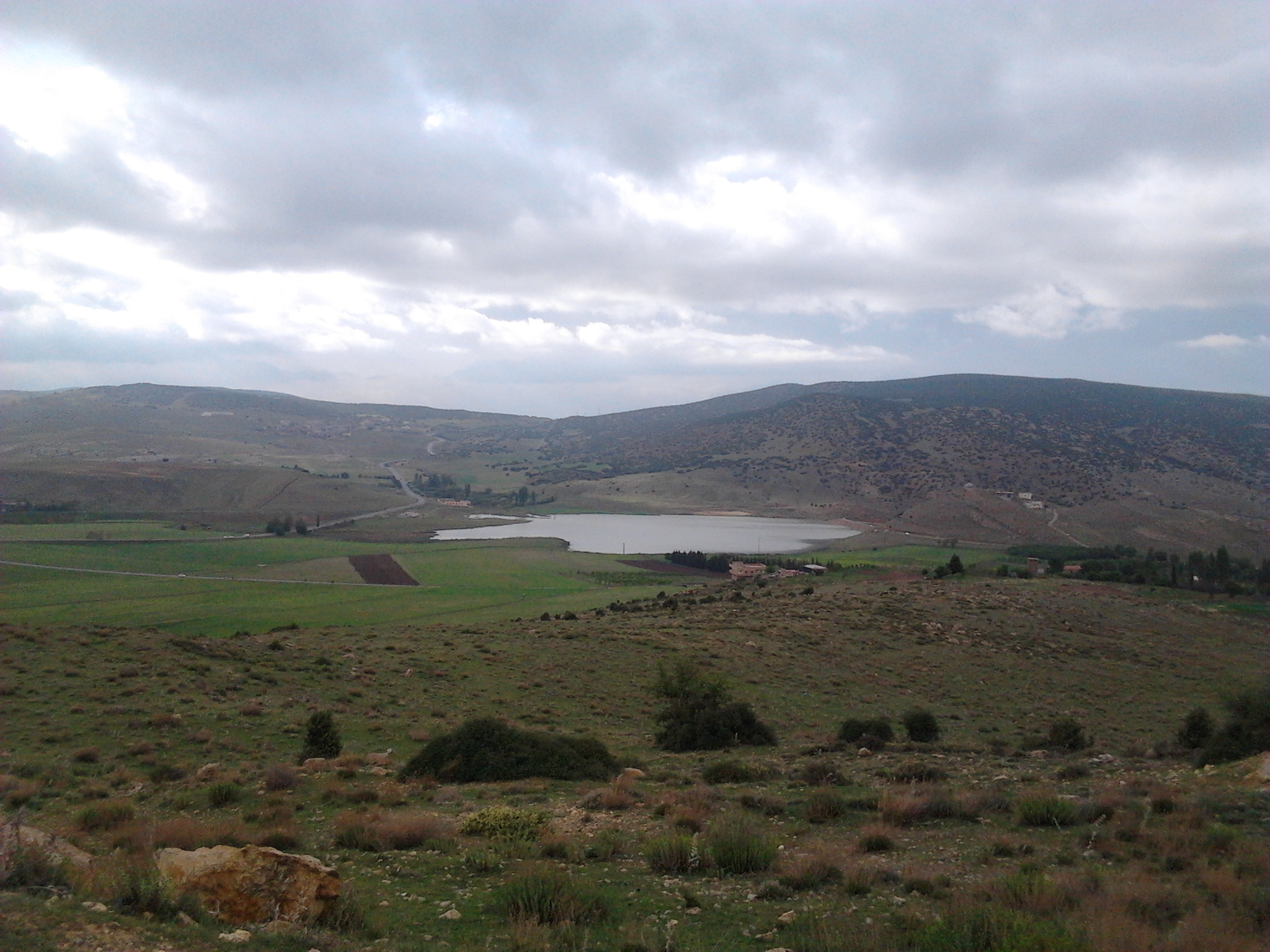